# خانه احمد روحانی
خانه احمد روحانی مربوط به دوره قاجار است و در شیراز، بازارچه حاجی رجب، کوچه دیزی پزها، پلاک ۶۸ واقع شده و این اثر در تاریخ ۷ مرداد ۱۳۸۲ با شمارهٔ ثبت ۹۲۶۹ به‌عنوان یکی از آثار ملی ایران به ثبت رسیده است.